# Flora Lillo
Flora Lillo, all'anagrafe Angiolillo (Roma, 23 maggio 1928 – Roma, 6 gennaio 1995), è stata un'attrice, showgirl e soubrette italiana.
Come soubrette è stata talvolta accreditata con lo pseudonimo di Flo Silver.

## Biografia
Figlia di un tenente di cavalleria originario di Bari, crebbe in un ambiente militaresco, frequentando il collegio dalle Dorotee e l'Istituto magistrale "Marco Tullio Cicerone". Iniziò a esibirsi come soubrette nella compagnia di Carlo Dapporto; una sera, durante un balletto, saltò il bottoncino del reggiseno e concluse lo spettacolo a seno nudo; al termine però venne convocata in commissariato.
Attiva particolarmente fra gli anni cinquanta e gli anni settanta,  lavorò in televisione in una delle prime trasmissioni di intrattenimento, Rosso e nero, ideata e presentata da Corrado affiancando il presentatore nel 1954 sull'allora neonata Rai in otto puntate della serie. Comparve poi in lavori di prosa e in telefilm del Tenente Sheridan (1963, L'ultima verità, serie Ritorna il tenente Sheridan; 1967, episodio Soltanto una voce, serie Sheridan, squadra omicidi). Fu anche nel cast dello sceneggiato televisivo Anna Karenina.
Lavorò nell'ambito della rivista con Erminio Macario e Totò. Forte degli studi di danza classica, debuttò nel 1949 come ballerina di fila in Paradiso per tutti, accanto a Ugo Tognazzi. Fu poi nel 1950 in Buon dì zia Margherita con Carlo Dapporto. In spettacoli di prosa fu accanto a Lia Zoppelli e Giancarlo Sbragia.
Interpretò tra l'altro il fotoromanzo "Il re si diverte (Rigoletto)" con Gastone Moschin e Gianni Di Benedetto ("I romanzi di Sogno" n.225, 1 aprile 1966).
Per il cinema interpretò film di genere e musicarelli come I ragazzi di Bandiera Gialla. Uno dei suoi primi film fu L'angelo bianco (1955), dove fu diretta da Raffaello Matarazzo. Recitò, tra gli altri, con Eddie Constantine, Yvonne Sanson e Amedeo Nazzari.

## Vita privata
Dal 1956 al 1961 ebbe una tormentata relazione sentimentale con Mike Bongiorno (i due vissero però sempre in case separate), e a causa di essa nel 1962 tentò per due volte il suicidio.

## Teatro
- Votate per Venere (1950, di Vergani e Falconi, con Erminio Macario)
- Cavalcata di mezzo secolo (1951, di Nelli e Mangini, con Nino Taranto)
- Pericolo rosa (1952, ancora con Macario)
- L'uomo si conquista la domenica (1956, di Amendola e Maccari, con Macario)
- Così per gioco (1956, di Salacrou, regia di Daniele D'Anza)
- Otto donne (1962, regia di Mario Ferrero)

## Filmografia
- Amore e smarrimento (1954)
- Avanzi di galera di Vittorio Cottafavi (1954)
- L'angelo bianco (1955)
- Accadde al penitenziario (1955)
- Mio zio Giacinto (Mi tío Jacinto) di Ladislao Vajda (1956)
- Il medico delle donne di Marino Girolami (1962)
- I ragazzi di Bandiera Gialla (1967)

## Prosa televisiva
- Le nozze di Giovanna Phile, commedia di Bruno Magnoni, regia di Daniele D'Anza, trasmessa il 25 giugno 1955
- Primo giorno di primavera, regia di Claudio Fino (1955)
- Incantesimo, commedia di Filippo Barry, regia di Daniele D'Anza, trasmessa il 25 giugno 1956
- L'armadietto cinese, commedia di Aldo De Benedetti, regia di Daniele D'Anza, trasmessa il 9 luglio 1956 sul programma nazionale.
- Vacanze ai quartieri alti (1956)
- Wonder Bar (1956, operetta)
- La ragazza da attraversare l'oceano (1956, atto unico di Gino Pugnetti, regia di Silverio Blasi)
- Giorno di nozze (1957, di Ferenc Molnár, stagione di prosa, regia di Silverio Blasi)
- Fermenti, regia di Carlo Ludovico Bragaglia, trasmessa il 10 maggio 1957.
- Ma non è una cosa seria (1957, stagione di prosa)
- La donna rossa, di Guglielmo Giannini, regia di Vito Molinari, trasmessa il 26 giugno 1957.
- Il coraggio (1957, stagione di prosa)
- Mancia competente, di Aladár László, regia di Mario Landi, trasmessa sul Programma nazionale il 20 settembre 1957
- Una cartina di tornasole (1961, di Giancarlo Galassi Beria)
- Il cerchio magico (1961)
- Ritorna il tenente Sheridan: L'ultima verità (1963, regia di Mario Landi)
- Un errore giudiziario (1963)
- Quinta colonna (1966, regia di Vittorio Cottafavi)
- Knock o Il trionfo della medicina (1967, prosa televisiva)
- Sheridan, squadra omicidi: Soltanto una voce (1967, regia di Leonardo Cortese)
- Anna Karenina (1974)
- Nel silenzio della notte (1977)